# Bitwa na Porytowym Wzgórzu
Bitwa na Porytowym Wzgórzu (znana także jako bitwa nad Branwią lub bitwa nad Flisami) – obok bitwy pod Osuchami najważniejsze starcie bitwy w Lasach Janowskich i Puszczy Solskiej – największej bitwy partyzanckiej na ziemiach polskich podczas II wojny światowej. 
Bitwa miała miejsce między wojskiem niemieckim (dowodzonym przez gen. Siegfrieda Haenicke) a polskimi i radzieckimi partyzantami (pod dowództwem Nikołaja Prokopiuka), 14 czerwca 1944, w Lasach Janowskich i była punktem kulminacyjnym hitlerowskiej akcji przeciwpartyzanckiej Sturmwind I.

## Bitwa
Wiosną 1944 na terenach Lubelszczyzny działało wiele organizacji partyzanckich. Partyzanci ci byli spychani coraz bardziej na zachód w związku ze zbliżającym się frontem. Starali się atakować niemieckie konwoje z zaopatrzeniem. Już w maju Niemcy mieli szczegółowo opracowaną akcję Sturmwind I („Wicher I”), która miała na celu zlikwidowanie partyzantów w Lasach Janowskich. Dowodzenie nad akcją objął gen. Siegfried Haenicke.
Już w dniu 13 czerwca partyzanci z 1 Brygady AL im. Ziemi Lubelskiej zaatakowali pod wsią Szklarnia niemiecką kolumnę wojskową. Zasadzka zakończyła się sukcesem, zdobyto ważne dokumenty sztabowe, dzięki którym uzyskano informacje o planowanej przez Niemców akcji ofensywnej w następnym dniu.
14 czerwca na Porytowym Wzgórzu znalazło się około 3500 żołnierzy połączonych sił Armii Ludowej (Brygada AL im. Wandy Wasilewskiej i 1 Brygada AL im. Ziemi Lubelskiej), partyzantów sowieckich (oddział łącznikowy NKWD Leona Kasmana, polsko-radziecki Oddział Partyzancki Brygad im. Stalina, radzieckie zgrupowanie im. Aleksandra Newskiego, oddział im. Suworowa, oddział im. Siemiona Budionnego, oddział ppłk. Nikołaja Prokopiuka, oddział mjr. Czepigi), oddział AK ppor. Mieczysława Potyrańskiego, oddział NOW-AK Franciszka Przysiężniaka i oddział BCh. Dowódcą połączonych sił partyzantów został Nikołaj Prokopiuk, którego zastępcą był mjr Karasiow. Postanowiono walczyć do zapadnięcia nocy, a później próbować przebić się z okrążenia. Partyzanci byli szczelnie okrążeni przez siły niemieckie, a walki o wzgórze trwały przez cały dzień od świtu do zmroku. Nocą poszczególne oddziały podjęły próbę wydostania się z okrążenia, a główna część zgrupowania w ciężkich walkach przedostała się na tereny Puszczy Solskiej.
Straty po stronie oddziałów polskich i radzieckich przekroczyły 200 poległych i rannych, zginęli m.in. Kazimierz Wyrwas – sekretarz lubelskiego Komitetu Obwodowego PPR oraz dwaj dowódcy oddziałów radzieckich: mjr Włodzimierz Czepiga i lejtnant Piotr Wasilenko. Straty niemieckie szacuje się na porównywalne.
14 czerwca 2022 roku w 78. rocznicę walk partyzanckich na Porytowym Wzgórzu w lasach janowskich została odsłonięta tablica upamiętniająca żołnierzy oddziału partyzanckiego NOW-AK pod dowództwem Franciszka Przysiężniaka „Ojca Jana”, którzy w czerwcu 1944 roku wzięli udział w bitwie z wojskami niemieckimi na Porytowym Wzgórzu.